# Нишки партизански одред
Нишки народноослободилачки партизански (НОП) одред  (називан и Нишавским). Формиран је у Топлом Долу (Пирот) 6. јануара 1944. године. На дан формирања одред је имао око 30 бораца, углавном добровољаца из Озренског батаљона и првог батаљона Зајечарског НОП одреда, као и од припадника народноослободнлачког покрета из тог ширег рејона. Одред је распоређен у два вода, по 15 бораца. Био је наоружан пушкама, бомбама и једним пушкомитраљезом. Одред је формирао Конрад Жилник Слободан, члан Окружног комитета КПЈ за нишки округ. Штаб су сачињавали: командант Јован Митић Ђорће, политички комесар Милан Јеремић, заменик команданта Драгомир Стоисављевић Боснић, а дужност партијског руководиоца одреда вршиоје извесно време Жилник. Одред је изводио борбена дејства у Понишављу, издржао нападе бугарске војске, четника и недићеваца из којих је често излазио као победник. Дао је знатан допринос на придобијању народа за народноослободилачки покрет, и радио на томе да се ЈВуО прикаже као издајничка и сарадник окупатора. Једно време, Нишки одред је био једина војна партизанска јединица на десној обали Нишаве и Окружног комитета КПЈ Ниша. Одред се омасовио приливом нових бораца. Наредбом Главног штаба НОВ и ПО за Србију 21. августа 1944. године престао је да постоји јер је од његовог људства и других јединица, у селу Трговишту код Сокобање, формирана 20. српска народноослободилачка бригада.